# Ejvor Kjellström
Elin Ejvor Kjellström, född 25 maj 1915 i Katarina församling i Stockholm, död 20 november 1959 i Hägerstens församling i Stockholm, var en svensk skådespelare. 
Kjellström var från 1933 till sin död gift med inspicienten Kurt Atterday (1910–1981). De är begravda på Skogskyrkogården i Stockholm.

## Filmografi
- 1933 – Den farliga leken
- 1933 – Lördagskvällar